# Richárd Csercsics
Richárd Csercsics (ur. 6 marca 1991 roku) – węgierski zapaśnik walczący w stylu wolnym. Zajął piętnaste miejsce na mistrzostwach świata w 2014. Brązowy medalista akademickich MŚ w 2014. Piętnasty na Uniwersjadzie w 2013. Trzeci na MŚ juniorów w 2010 i na ME w 2008 roku.
Mistrz Węgier w 2011 i 2014 roku.